# Bamboepapegaaiamadine
De bamboepapegaaiamadine (Erythrura hyperythra) is een vogel uit de familie van de prachtvinken (Estrildidae). Hij is inheems in Indonesië, Maleisië en de Filipijnen

## Verspreiding en leefgebied
Deze soort telt 5 ondersoorten:
- E. h. brunneiventris: noordelijke Filipijnen.
- E. h. borneensis: noordelijk Borneo.
- E. h. malayana: Maleisië.
- E. h. hyperythra: Java.
- E. h. microrhyncha: Celebes.
- E. h. intermedia: de westelijk Kleine Soenda-eilanden.